# Aegolius acadicus
El tecolote afilador, lechuza norteña, mochuelo cabezón, tecolotito cabezón o tecolote abetero norteño (Aegolius acadicus) es una especie de ave estrigiforme de la familia Strigidae.
Los adultos miden 18 cm tienen una envergadura de 43 cm.
Vive en América del Norte. Algunos individuos son sedentarios y otros viven en el norte en verano y más al sur en otoño e invierno.